# Бабічева Тансулпан Дагіївна
Тансулпан Дагиевна Бабічева (башк. Таңсулпан Даһи ҡыҙы Бабичева; нар.. 15 травня 1953, Давлеканово, Башкирська АРСР) — російська та радянська башкирська актриса.

## Життєпис
Тансулпан Бабічева у 1974 року була зарахована до складу трупи  Башкирського академічного театру драми імені Гафурі Мажит, де служить акторкою до цього часу. Також вона працює на посаді завідувача кафедрою режисури та  акторсько майстерності  Уфимської державної академії мистецтв імені Загіра Ісмагілова
У 2005—2006 роках Тансулпан Дагіївна працювала художнім керівником Національного Молодіжного театру Республіки Башкарстостан.
На сцені Башкирського академічного театру драми поставила вистави «Дүрт кешелек табын» (1989; «Стіл на чотирьох») Наїля Гаїтбая, «Ун икенсе төн» (1993; «Дванадцята ніч») Вільяма Шекспіра тощо.
Знімалася у кіно та телефільмах.

## Освіта
Уфімський державний інститут мистецтв (1974; педагог Р. М. Аюпова).

## Ролі
- Зубаржат і Шафак («В ніч місячного затемнення» Мустая Каріма)
- Айхылу («Місячні вечори Айхылу» Ібрагіма Абдулліна)
- Ілона Альгрен («Жінки Нискавуори» Гелли Вуолійокі)
- Акйондоз, Марія Тереза («І доля — не доля!», «Помилування» Каріма — Рифката Ісрафілова)
- Гуль («Ненаглядна» Мукарами Садикової)
- Диляфруз («Чотири нареченого Диляфруз» Туфана Міннулліна)
- Ольга Прозорова («Три сестри» Антна Чехова)
- Філумена Мартурано («Жінка, яка не вміла плакати» Едуардо Де Філіппо)
- Хадия Давлетшіна («Хадія» Газіма Шафікова) та багато інших.

### Ролі в кіно
- «Візит» (короткометражний, режисер Булат Юсупов), 2014 — роль матері Рудольфа Нурієва.
- «Російський роман» / «Ukrainian Romance» — режисер Володимир Македонський. Виробництво: Росія, Словаччина, Німеччина: Infafilm (Мюнхен) / WN Danubius Film (Братислава) / Екран (Останкіно), 1993, 2-серійний[1].
- «Вершник на золотому коні»: Гульбика — Режисер Василь Журавльов, кіностудія «Мосфільм», 1980[2].

### Сценографія
- «Бабич» (реж. Булат Юсупов), 2017 — співавтор Г. Саламатової.

## Праці
Ғәмәл. Актор оҫталығы мәктәбе (1 синыф). Өфө, 2001.

## Нагороди та звання
- У 1981 році Нурія Ірсаєва, Тансулпан Бабічева, Загір Валітов, Олег Ханов, Фідан Гафаров удостоїлися Республіканської премії імені Салават Юлаєва «За виконання ролей у виставі „Та доля не доля“».
- Премія та диплом 4-го Всеросійського фестивалю національної драматургії і театрального мистецтва народів СРСР (1982).
- Народна артистка Російської Федерації (2000)
- Народна артистка Республіки Башкарстостан (1994),
- Заслужена артистка Російської РФСР (1991)
- Заслужена артистка Башкирської АРСР (1981).